# Jonas Kauneckas

Jonas Kauneckas, 2023

Jonas Kauneckas (* 6. Juni 1938 in Trajoniškis, Rajongemeinde Pasvalys, Litauen) ist emeritierter Bischof von Panevėžys.

## Leben
Kauneckas absolvierte 1959 das Technikum für Hydromelioration Panevėžys und arbeitete die folgenden Jahre in diesem Bereich. Seit 1959 hatte er versucht, sich in ein Priesterseminar einzuschreiben, was die sowjetischen Behörden jedoch verhinderten. 1971 war er an der Sammlung von rund 17.000 Unterschriften für ein Memorandum beteiligt, mit dem die Glaubensfreiheit in Litauen gefordert wurde. Er selbst sammelte dabei rund 3.500 Unterschriften. Erst 1972 konnte er in Seminar eintreten. Jonas Kauneckas empfing schließlich am 22. Mai 1977 die Priesterweihe für das Bistum Telšiai. In den folgenden Jahren war er dort als Pfarrvikar und Pfarrer tätig. Zudem engagierte er sich bis 1989 für die Rechte der Katholiken, organisierte Protestaktionen und verbreitete im Untergrund katholische Publikationen. 1990 stieg er zum Subregens des Priesterseminars von Telšiai auf. 1993 verlieh ihm Papst Johannes Paul II. den Titel eines Monsignore. Für sein Engagement in der Sowjetzeit wurde Kauneckas 1998 durch Staatspräsident Valdas Adamkus der Orden des Vytis-Kreuzes verliehen.
Papst Johannes Paul II. ernannte ihn am 13. Mai 2000 zum Titularbischof von Forconium und zum Weihbischof in Telšiai. Die Bischofsweihe spendete ihm der Apostolische Nuntius in Litauen, Erzbischof Erwin Josef Ender, am 5. August desselben Jahres; Mitkonsekratoren waren Sigitas Tamkevičius SJ, Erzbischof von Kaunas, und Antanas Vaičius, Bischof von Telšiai. Am 5. Januar 2002 wurde er zum Bischof von Panevėžys ernannt.
Papst Franziskus nahm am 6. Juni 2013 sein aus Altersgründen vorgebrachtes Rücktrittsgesuch an.